# Francisco Javier Hernández (jesuita)
Francisco Javier o Xavier Hernández, S. I. (Villarroya de la Sierra, Zaragoza, 23 de junio de 1714 - Roma, 4 de abril de 1777) fue un jesuita español del siglo XVIII.

## Biografía
Tras estudiar tres años de filosofía, entró en la Compañía de Jesús el 20 de diciembre de 1736 en Tarragona. Allí hizo el noviciado y estudió letras (1736-1740). Tras un año de enseñar en el colegio de Calatayud, hizo cuatro años de teología en Valencia (1741-1745). Hernández pasó luego nueve años enseñando letras y filosofía en Calatayud y en Teruel (1745-1754), y luego otros nueve en Zaragoza (1754-1763), donde destacó como predicador. Fue rector del colegio de Calatayud desde octubre de 1763 a enero de 1765, y luego pasó a la residencia de esta villa, donde lo cogió la Expulsión de los jesuitas de la Corona española (1767).
Compuso un exitoso manual de ejercicios espirituales, El alma victoriosa de la pasión dominante por medio del examen particular de la conciencia, de los exercicios cotidianos y práctica de las devociones (Valencia, 1758), que en realidad es un último exponente del género tardomedieval de las ars bene moriendi. Alcanzó siete ediciones en poco más de cuarenta años. Sin pretender originalidad, Hernández trata de vivificar los hechos cotidianos proponiendo medios espirituales sea por la intención, sea por ejercicios prácticos de devoción. Se destacan en especial los capítulos sobre la rectitud de intenciones (cap. 10, p. 63-72; citando por la ed. de Valencia, 1758), sobre la conformidad con la voluntad de Dios (cap. 12, p. 80-86), sobre la presencia de Cristo sufriente (cap. 14, p. 94-97). La segunda parte de la obra ofrece una serie de oraciones (p. 115-260). 
El filólogo y medievalista Ángel Gómez Moreno vio ciertos paralelismos entre El alma victoriosa de la pasión dominante de Hernández y Camino de San José María Escrivá de Balaguer. Sin embargo, no se ha demostrado que Escrivá conociera el libro de Hernández, por lo que estamos ante una hipótesis no probada.
Otra obra, aparecida anónima (Incendio de amor a Jesús Sacramentado. Oraciones devotas y actos.., Einsiedeln, 1899), podría ser obra de Hernández, ya que fue editada desde un manuscrito dejado a su muerte en Roma. Diez años después de la Expulsión de los jesuitas, murió en Roma, el 4 de abril de 1777.

## Obras
- Certamen oratio poetico, Calatayud, Gabriel Aguirre, 1746.
- Certamen oratorio poético, 1758.
- El alma victoriosa de la pasión dominante por medio del examen particular de la conciencia, de los exercicios cotidianos y práctica de las devociones, obra utilísima que consagra al apóstol de las Indias S. Francisco Xavier..., Valencia, 1758; Madrid: Ibarra, 1759; Barcelona: Juan Francisco Piferrer, s. a.; Valencia: José y Tomás de Orga, 1777 y Madrid, 1777; Madrid: Benito Cano, 1789; Barcelona: imprenta de Pablo Riera, 1860.
- Incendio de amor a Jesús Sacramentado. Oraciones devotas y actos..., Einsiedeln, 1899 (atribuida)